# 長良川おんぱく
長良川おんぱく（ながらがわおんぱく）は、長良川流域の文化やグルメの魅力を体験する文化交流イベント。長良川温泉博覧会。岐阜長良川温泉旅館協同組合などが2011年から始めた取組み。
2019年1月から3月には『地酒を楽しむ「長良川のんぱく」』が開催された。